# Gauliga Westfalen 1940/41
De Gauliga Westfalen 1940/41 was het achtste voetbalkampioenschap van de Gauliga Westfalen. Schalke 04 werd kampioen en plaatste zich voor de eindronde om de Duitse landstitel. De club werd groepswinnaar en plaatste zich voor de halve finale, waar de club Dresdner SC versloeg. In de finale tegen SK Rapid Wien, kwam de club voor 95.000 toeschouwers 3:0 voor, maar moest zich uiteindelijk toch met 4:3 gewonnen geven.

## Eindstand
| Plaats | Club                        | Wed. | W  | G | V  | Saldo  | Ptn.  |
| ------ | --------------------------- | ---- | -- | - | -- | ------ | ----- |
| 1.     | FC Schalke 04               | 22   | 21 | 1 | 0  | 101:13 | 43:10 |
| 2.     | Gelsenguß Gelsenkirchen     | 22   | 13 | 3 | 6  | 52:29  | 29:15 |
| 3.     | VfB 03 Bielefeld            | 22   | 13 | 3 | 6  | 53:33  | 29:15 |
| 4.     | BV Borussia 09 Dortmund     | 22   | 10 | 4 | 8  | 62:50  | 24:20 |
| 5.     | SC Westfalia 04 Herne       | 22   | 10 | 3 | 9  | 50:37  | 23:21 |
| 6.     | DSC Arminia Bielefeld       | 22   | 10 | 3 | 9  | 56:53  | 23:21 |
| 7.     | SpVgg Röhlinghausen         | 22   | 9  | 4 | 9  | 50:47  | 22:22 |
| 8.     | VfL Bochum                  | 22   | 8  | 5 | 9  | 51:54  | 21:23 |
| 9.     | Deutscher SC Hagen          | 22   | 7  | 5 | 10 | 41:52  | 19:25 |
| 10.    | SV Arminia 08 Marten        | 22   | 5  | 5 | 12 | 35:71  | 15:29 |
| 11.    | SV Union 1910 Gelsenkirchen | 22   | 5  | 3 | 14 | 29:64  | 13:31 |
| 12.    | SC Preußen Münster          | 22   | 1  | 1 | 20 | 28:105 | 03:41 |

|  | Kampioen, geplaatst voor nationale eindronde |
|  | Degradatie naar Bezirksliga                  |

## Promotie-eindronde

### Groep A
| Plaats | Club                  | Wed. | Saldo | Ptn. |
| ------ | --------------------- | ---- | ----- | ---- |
| 1.     | SpVgg Herten          | 5    | 17:4  | 9:1  |
| 2.     | SuS Hüsten 09         | 5    | 13:10 | 5:5  |
| 3.     | BSG Dürkopp Bielefeld | 4    | 10:13 | 4:4  |
| 4.     | SV Olpe               | 6    | 7:20  | 2:10 |

|  | Promotie naar Gauliga Westfalen 1941/42 |

### Groep B
| Plaats | Club            | Wed. | Saldo | Ptn. |
| ------ | --------------- | ---- | ----- | ---- |
| 1.     | VfL Altenbögge  | 4    | 17:8  | 5:3  |
| 2.     | Borussia Rheine | 4    | 8:10  | 5:3  |
| 3.     | SV Höntrop      | 4    | 9:16  | 2:6  |